# Die Kronenwächter

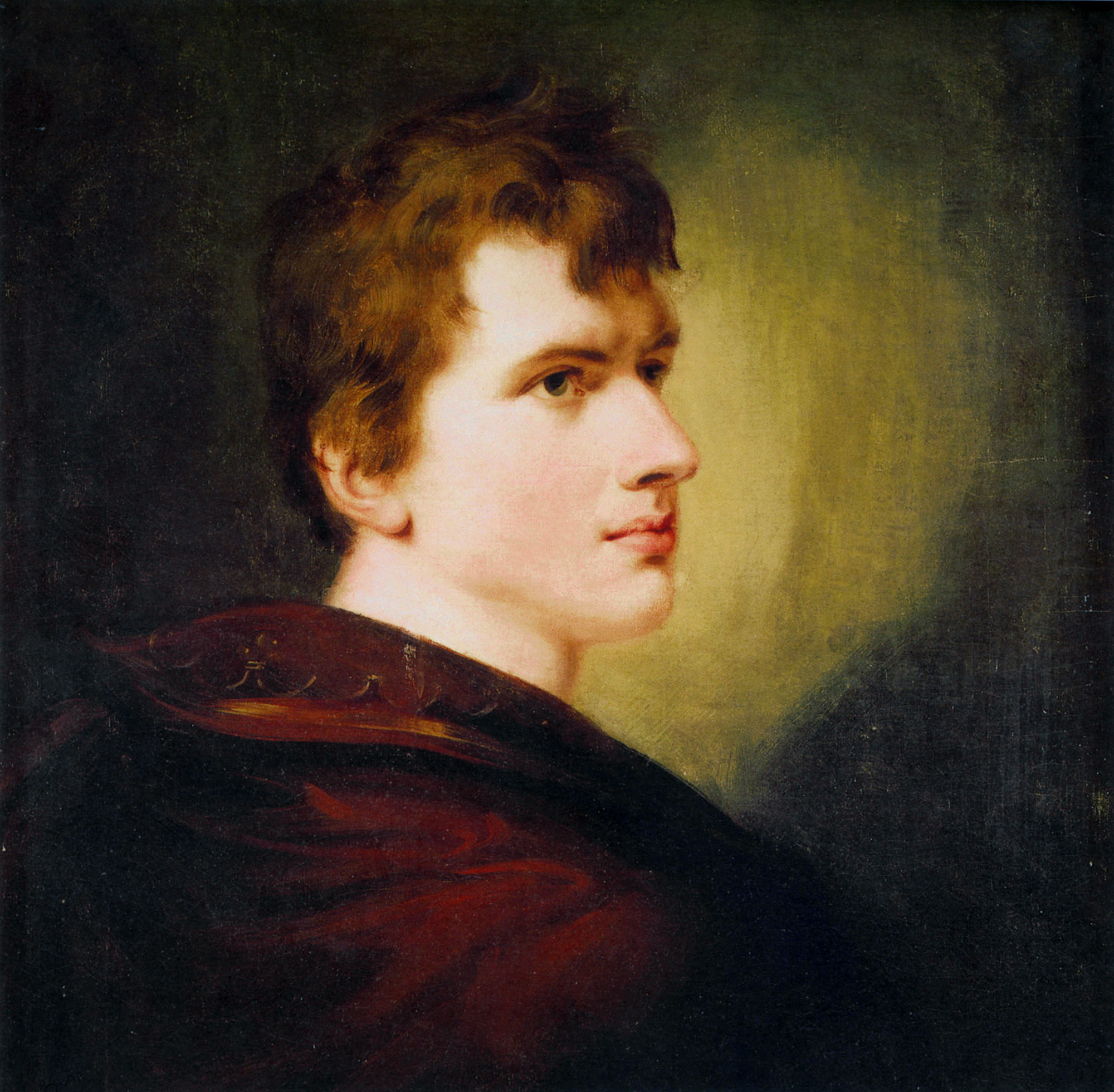
Achim von Arnim
(1781–1831)

Die Kronenwächter ist ein Roman von Achim von Arnim, dessen erster Band 1817 in der Maurerschen Buchhandlung in Berlin erschien. Der zweite Band, ein Fragment, kam 1854 posthum bei T. F. A. Kühn in Weimar heraus.
Südwestdeutschland zu Anfang des 16. Jahrhunderts: Berthold und Anton erweisen sich als unfähige und unwürdige Nachfahren der Staufer.

## Inhalt

### Erster Band: Bertholds erstes und zweites Leben. Ein Roman
Erstes Buch
Die Nacht zum Neujahrstag 1475 in Waiblingen: Der neue Türmer Martin bekommt ein „Hochzeitgeschenk“ in seinen Eimer gelegt. Der Überbringer schreit hinauf: „Sei eingedenk deines Schwures, kein Turm ist zu hoch, kein Grab zu tief für Gottes Richterschwert und für unsern Pfeil.“ Martin, der Hildegard, die Witwe des alten Türmers, geheiratet hat, zieht den geschenkten Kasten in dem Eimer hoch und brummt: „Wäre ich nur nie bei den alten Mördern gewesen!“ Martin meint die Kronenwächter. Ihr Abgesandter reitet fort. In dem Kasten liegt ein etwa sechs Monate alter Knabe auf einem Totenschädel. In dem Schädel steckt etwas Blinkendes; so etwas wie ein Ring. Im Kasten liegen noch fünf Goldgulden. Das Kind gleicht einem Ritter, dem Martin erst vor einem knappen halben Jahr im Auftrag der Kronenwächter den Schädel gespalten hatte. Darauf hatte Martin den Dienst als Reisiger quittiert.
Das kinderlose Türmer-Ehepaar zieht den Jungen groß. Er wird auf den Namen Berthold getauft. Später beschäftigt der Bürgermeister Steller den geschickten Jungen als Ratsschreiber.
Berthold führt seinen Pflegevater in den verfallenen Palast des Barbarossa. Der Jüngling will den Garten reinigen und auf den Trümmern bauen. Martin hingegen will Berthold, dem Abkömmling der Hohenstaufen, den Gebrauch ritterlicher Waffen zeigen. Dazu kommt es nicht.
Ein Pfeil der Kronenwächter trifft den Türmer mitten ins Herz. Berthold ersteigert sich mit seinen fünf Gulden das Palastgelände. Das restliche Geld entnimmt er einem Schatz, den er im Palastgarten ausgegraben hat. In der Schatztruhe findet Berthold noch ein verrostetes Gürtelmesser. Der Griff ist als Drachenkopf gebildet. Berthold ist inzwischen zum
„großen, rotwangigen Burschen“ herangewachsen. Bürgermeister Steller überrascht seine Tochter Apollonia, wie sie von Berthold derb abgeküsst wird. Apollonia muss zur Strafe ins Nonnenkloster. Das Mädchen wird der Liebling der Äbtissin. Berthold wird aus dem Rathaus geworfen.
Mit seinem Münzenschatz errichtet der entlassene Schreiber auf der Palastruine ein Wohnhaus mit einer Weberei. Inzwischen geht er beim Prior des Augustinerklosters ein und aus. Dort begegnet er einem Besucher. Das ist ein Baumeister aus Straßburg.
In dessen Gefolge befindet sich eine fremde Gräfin. Diese erzählt ihre Geschichte. Sie hatte einen Ritter geheiratet, den die Kronenwächter umbringen ließen, als er sich dem Kaiser anschließen wollte. Obwohl der Ritter mit seiner Gemahlin am Webstuhl gearbeitet hatte, war er der Meinung gewesen, durch Geburt gehöre ihm die Stauferkrone. Also war er, vorbei an den Kronenwächtern – zwölf alten, starken, geharnischten Männern – in die Kronenburg eingedrungen und hatte sich die Krone genommen. Die fremde Gräfin hatte einen Sohn zur Welt gebracht. Die Kronenwächter hatten darauf Feuer im Haus gelegt und abgewartet. Bei dem Brand war der Knabe zusammen mit der Krone entführt worden. Der Ritter war von einem gewissen Martin erschlagen worden. Berthold entnimmt aus der Erzählung, dass die Fremde seine Mutter ist und der von dem Pflegevater Martin Erschlagene sein Vater war. Berthold fördert aus dem Schädel des toten Vaters den „goldnen, schön geschuppten Trauring“ der Mutter. Diesen hatte die „fürstliche Mutter“ auf Verlangen des Sterbenden in das „blutig, gespaltne Haupt“ als „letztes Andenken“ gedrückt.
Die Mutter übergibt dem Sohn den Ring. Er soll ihn einer würdigen Jungfrau – seiner künftigen Gattin – weiterverschenken. Der Straßburger Baumeister wirbt erfolglos um die Mutter. Sie bleibt in Waiblingen bei dem Sohne. Von Bertholds Pflegemutter Hildegard wird sie mit offenen Armen aufgenommen.
Zweites Buch
Anno 1518: Berthold, inzwischen „über vierzig Jahre alt“, hat als Tuchmacher einen guten Ruf, ist reich geworden und zum Bürgermeister von Waiblingen aufgestiegen. Dabei fühlt er sich saft- und kraftlos. So lässt er Dr. Faust kommen. Der Arzt unterhält sich mit dem Kranken lateinisch. Faust hilft. Der „Wundermann“ tauscht das Blut des Bürgermeisters mit dem eines Knaben Anton. Das ist ein „junger Bullenbeißer“ vom Lande. Das Dorf des starken Anton liegt sechs Meilen von Waiblingen entfernt. Der Junge hat sich heimlich in die Stadt geschlichen.
Bertholds Pflegemutter Hildegard ist bekümmert. Nun, da der Bürgermeister nach der Bluttransfusion seine „Leibesschwäche“ überwunden hat, will er sich als Ritter auszeichnen und – verspätet zwar – eine Frau heimführen. Zudem brauchen die Waiblinger Aufträge für ihre Webstühle. Also begibt sich Berthold nach Augsburg. Anlässlich eines Reichstages gerät der ankommende Reiter in der Großstadt ins Gedränge der Schaulustigen. Nicht nur der Kaiser spricht ihn an. Berthold macht die Bekanntschaft der jungen schönen Anna und findet bei deren Mutter, der Frau Zähringer, Unterkunft.
Für Anna weicht er dem Stechen der Ritter nicht aus. Berthold kauft sich tags zuvor eine Rüstung, gewinnt mit viel Glück während des Turniers einen silbernen Becher und reicht ihn der Dame seiner Wahl. Berthold hält um Annas Hand an und wird trotz des beträchtlichen Altersunterschiedes erhört. Frau Zähringer ist Bertholds Jugendliebe Apollonia. Zusammen mit ihrer Mutter folgt seine Braut Anna dem Bürgermeister nach Waiblingen. Zuvor hilft Berthold noch Luther, der sich in Augsburg mit Cajetan gestritten hatte, bei der Flucht aus der Stadt.
In Waiblingen durchstreift Anna das Haus ihres Bräutigams und nimmt dabei das Messer mit dem Drachenkopf aus der Schatztruhe an sich. Als Ehefrau wird sie es später am Gürtel tragen. Der alte Kronenwächter Kronenhelm kommt vom Schloss Hohenstock nach Waiblingen und überbringt dem Bürgermeister „vierzehn länglichte Glasfenster, oben als Spitzbogen geschnitten“. Die Geschenke der Kronenwächter, „Zeichen ihres Vertrauens“, leuchten in der Abendsonne und erzählen Geschichten vom alten schwäbischen König aus dem Hause Hohenstaufen.
Drittes Buch
Berthold und Anna heiraten. Auf der Hochzeitsfeier bewirtet und beschenkt der Bürgermeister die Waiblinger Bürger.
Anton, der von dem alten niederländischen Maler Sixt beschäftigt wird, malt im Auftrag Bertholds ein Marienbildnis an den Hausgiebel des Bürgermeisters. Dabei porträtiert der kecke junge Malergehilfe die am Morgen nach der Hochzeit noch im Bett liegende Frau Anna. Als die Malerleiter kippt, rettet sich Anton durch einen beherzten Sprung durchs Fenster in Annas Schlafzimmer. Die junge Frau bewirtet den sympathischen, hungrigen Eindringling. Als sich der alte Kronenhelm mit einem Geschenk der Grafen von Hohenstock von Anna verabschieden will, versteckt die junge Frau ihren Maler vor dem Kronenwächter. Anton berichtet Anna später, einstmals sei er Kronenhelm entflohen. Kronenhelm verabschiedet sich herzlich. Annas Mutter Apollonia entdeckt Anton in Annas Kammer. Die Mutter missversteht die Situation absichtlich, weil sie Berthold liebt. Das erkennt Anna und kämpft erbittert um den Ehemann. Apollonia bezieht ein eigenes Haus.
Hildegard stirbt. Berthold meint, das Christuskind auf dem Marienbildnis gleiche Anton.
Berthold hofft, dass er bald Besitzer des Schlosses Hohenstock wird. Kronenhelm hatte eine diesbezügliche Bemerkung gemacht. Anna sieht sich bereits als Schlossherrin. So drängt und überredet sie den Gatten zur gemeinsamen Inspektionsreise. Die beiden Besucher finden drei verschmutzte, heruntergewirtschaftete Schlösser vor. Eines davon gehört dem alten Rappolt. Das ist ein Graf aus Bertholds staufischer Linie. Anton ist einer der Söhne Rappolts. Der Junge wurde von den Kronenwächtern erzogen, konnte ihnen aber entfliehen. Graf Konrad von Hohenstock ist Antons Zwillingsbruder.
Das Ehepaar kehrt in sein sauberes Waiblingen zurück. Anna erfährt, dass Berthold durch das Blut Antons genas. Anton beobachtet, wie Berthold immer einmal zu Apollonia geht.
Der Kaiser stirbt. Anna bringt einen Sohn zur Welt. Das Kind ist ein Bild Antons. Das Gerede der Waiblinger will nicht verstummen. Auf Geheiß der Kronenwächter soll sich Bürgermeister Berthold dem Schwäbischen Bund anschließen. Berthold zieht aber an der Seite Herzog Ulrichs ins Feld, weil dieser Waiblingen Reichsfreiheit versprochen hatte. Das Kriegsglück ist auf der Seite der Kronenwächter. Waiblingen wird von den Truppen des Grafen Konrad von Hohenstock besetzt. Der Besatzer Konrad will seinen Bruder Anton nicht kennen.
Zwar kehrt Berthold noch einmal nach Waiblingen zurück, doch bald darauf verlässt er Anna, Apollonia und den Sohn. Wieder im Dienst der Kronenwächter, übernachtet er auf einer Reise nach Einsiedeln im Kloster Lorch. Dort, an der Ruhestätte seiner Vorfahren, der Hohenstaufen, wird Berthold bei einem Gewitter vom Blitz erschlagen.
Daheim in Waiblingen möchte Anna dem Gerede um den Vater ihres Kindes ein Ende machen. Sie will einen Aufenthalt Antons bei Dürer in Nürnberg finanzieren. Dazu kommt es nicht. Graf Konrad wirbt um Anna. Konrad zieht während einer Auseinandersetzung das Messer mit dem Drachenkopf aus Annas Gürtel und verletzt damit den Zwillingsbruder schwer. Anna bangt um Antons Leben. Die Waiblinger Bürger vertreiben den Grafen Konrad aus der Stadt. Dr. Faust entführt Annas Kind und übergibt es dem Grafen Konrad. Apollonia geht ins Kloster.

### Zweiter Band: Der Anton-Roman
Material des von Bettina von Arnim höchstwahrscheinlich stark bearbeiteten zweiten Bandes waren „viele ungeordnete Zettel“, also „wenig geformte, skizzierte Niederschriften“ aus der Feder des zu früh verstorbenen Ehegatten.
Anton gesundet und wird Annas zweiter Mann. Mit seinem Lebenswandel bringt er ihr Vermögen durch und läuft zu den Landsknechten. Mit ihnen zieht er ab 1519 während der ersten Bauernunruhen abenteuernd durchs Land und lernt unterwegs den unsterblichen Halbbruder Fabian und auch seinen Vater, den Grafen Rappolt von Stock, kennen. Vom Vater erfährt er eine Gemeinsamkeit mit Berthold. Beide – sowohl Berthold als auch Anton – sind Nachkommen der Hohenstaufen. Dann ergibt sich noch, Krone und Schatz der Hohenstaufen werden in der Kronenburg von den Kronenwächtern bewacht. Annas Kind aus erster Ehe heißt Oswald. Zusammen mit Anton bekommt sie noch den kleinen Anton. Der Kleine verschuldet im Spiel Oswalds Tod. Anton kämpft gegen Gott und die Welt, erblindet und gewinnt im Kampf gegen einen Drachen das Augenlicht wieder. Im Bauernkrieg ficht er in Metzlers Bande, wendet sich gegen die Kronenwächter und zerstört zusammen mit den kriegerischen Bauern die Kronenburg. Die Kronenwächter fallen. Graf Rappolt will die Krone zerschlagen. Vergeblich – „die deutsche Kaiserkrone kann niemand zertrümmern“. Anton stirbt zusammen mit Susanna, seiner neuen Gemahlin.

## Zitate
- Doktor Faust: „Die Kunst des Arztes besteht darin, im alten Menschen einen neuen zu erbauen.“[14]
- Anton malt das Schöne an Anna. Das „Häßliche“ lässt er weg und sagt: „Wir müssen von unserm Herrgott, aus seinen Menschen lernen.“[15]
- Anna zu Berthold: „Was der Mensch im Traume tut, möchte er wachend gern meiden.“[16]

## Zeitkritik
Kulturkritik, vermutlich als Zeitkritik gemeint, findet sich an etlichen Stellen im Text. Zum Beispiel will der Bürgermeister Berthold aus Waiblingen eine reichsfreie Stadt machen. Er verurteilt den Bundschuh der Speyerschen Bauern ebenso wie die Bedrückung der Bauern „in den geistlichen Landen“. In einem Gespräch mit dem Geheimschreiber des Kaisers wird Berthold ins Bild gesetzt. Der Kaiser will den Bürgerstand emporbringen. Der Adel hat ausgedient. Leider verachte der Kaiser den Handel und kümmere sich mehr um Spanien, Portugal, Ungarn und Böhmen als um Deutschland.
Der Kaiser sucht das Gespräch. Er will mit Berthold über die Ursachen der Bauernunruhen sprechen. Der Herrscher ist gegen den Ablasshandel und nicht gegen Luther.

## Selbstzeugnisse

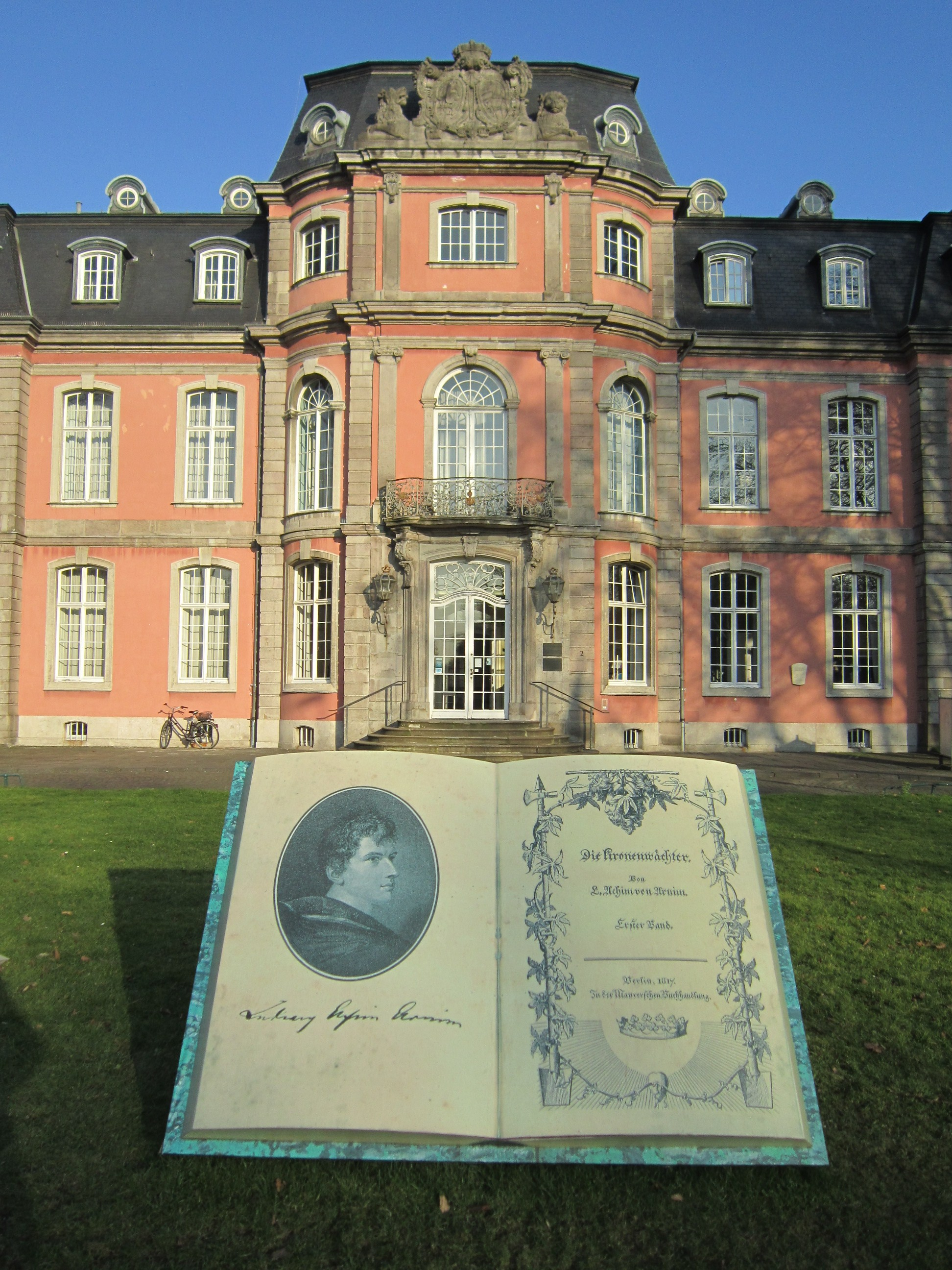
Faksimilie einer Doppelseite aus dem Roman vor dem Schloss Jägerhof (Goethe-Museum) in Düsseldorf

- Zum Verständnis von Historizität im Roman: „Das Bemühen, diese Zeit in aller Wahrheit der Geschichte aus Quellen kennen zu lernen, entwickelte diese Dichtung, die sich keineswegs für eine geschichtliche Wahrheit gibt, sondern für eine geahndete Füllung der Lücken in der Geschichte, für ein Bild im Rahmen der Geschichte.“[17]
- Brief vom 6. Dezember 1816 an die Brüder Grimm: „Ich schreibe wieder an meinen Kronenwächtern.“[18]
- Anschreiben vom 15. Juni 1817 an Goethe: „Ew. Excellenz übergebe ich den ersten Band meiner Kronenwächter aus wohlbegründeter alter Ergebenheit, ein Buch, das ich noch recht lieb habe, obgleich es gedruckt ist.“[19]

## Rezeption
- Von Goethe ist keine Antwort auf das oben genannte Schreiben bekannt.[20]
- In der Allgemeinen Literatur-Zeitung (Halle, Leipzig, Nr. 117 vom Mai 1818) werden unklare Stellen als „Nebelpartieen“ bezeichnet.[21]
- Die Leipziger Literatur-Zeitung vom 23. Juli 1819 bescheinigt dem Verfasser zwar „lebendige und anschauliche Darstellungsgabe“, spricht jedoch von einem „mährchenartigen Roman“.[22]
- In der Jenaischen Allgemeinen Literatur-Zeitung Nr. 229 (anno 1819) wird der Roman „langweilig“ genannt.[23]
- Wilhelm Grimm schreibt am 30. Juni 1819 an Arnim: „Wann kommt denn der zweite Band der Kronenwächter?“[24]
- Heine stellt 1836 den „vortrefflichen Anfang“ heraus.[25]
- Herwegh meint 1839, das Buch sei nur dem deutschen Leser verständlich.[26]
- Moritz Veit[27] weist auf Brüche zwischen dem ersten und zweiten Teil hin: „Mit dem 2ten Theile der Kronenwächter geht es nicht wie wir wünschten, bis jetzt konnte ich noch nicht den Zusammenhang herausfinden.“
- Eichendorff resigniert 1857 vor dem schwerfälligen Lesepublikum. In seiner Unart könne es den Text nicht verstehen.[28]
- Fontane hält 1872 den Roman als „wahren Geistesschatz“ in Ehren.[29]
- Georg Brandes lobt 1900 einerseits die „schöpferische Kraft“ und kritisiert andererseits Unbeherrschtheiten, Mystik und Lyrik.[30]
- Hofmannsthal spricht von einem der „tiefstdurchdachten Kunstwerke“, vermisst aber ein Zentrum.[31] Vordtriede[32] hebt Hofmannsthal, den Dichter des „Andreas“, als Kenner der „Kronenwächter“ hervor. Hofmannsthal habe Arnims Roman geliebt.
- Wilhelm Lehmann eruiert in seinem Essay-Band Bewegliche Ordnung das Element der ruhigen Überlegung.[33]
- Reinhold Schneider spürt Verwandtschaft mit Arnim, wenn es um die Darstellung der christlichen Glaubenslehre geht.[34]
- Lützeler geht im Kapitel „Struktur und Gehalt“[35] seines „Kommentars“[36] auf den romantischen historischen Roman ein. Während der Restauration wurden Themen zur Revolution und zu Napoleon zensiert. Also wählte Arnim den Anfang des 16. Jahrhunderts als vergleichbare Umbruchzeit, markiert durch Reformation, Humanismus und die Entdeckung Amerikas.[37] Unbehagen bereite dem Autor allerdings sowohl die Revolution als auch die Restauration. Darin befände er sich im Einklang mit dem Bürgertum. Arnim wolle historische Vorgänge darstellen und erst in zweiter Linie Personen charakterisieren. Indem die Legitimität der Herrscher in Frage gestellt werden würde, könne der Roman nicht nationalistisch genutzt werden.
- Riley[38] weist auf die Überbetonung des Mystischen hin. Gemeint sind zum Beispiel die Folgen von Dr. Faustens Bluttransfusion. Anton sinkt hin, als Berthold – an räumlich weit entferntem Ort – stirbt.
- Vordtriede: Der Bildungsroman[39] sei „kraus, geheimnisvoll, unrealistisch, überladen verschnörkelt und zu riesenhaft im Bestreben.“[40] Gelobt wird hingegen der „erstaunliche Kunstverstand“ Arnims, wenn es um die Gegenüberstellung der verkommenen Burg Hohenstock mit der Kronenburg, diesem „großartigen romantischen und anachronistischen Ideal“, geht.[41]
- Böttcher[42]: Die beiden Protagonisten seines historischen Romans – Berthold und Anton – habe Arnim aus dem „Chronicon Waiblingense“ entnommen. Mit Anton rücke im zweiten Band ein Künstler in den Mittelpunkt des Geschehens. Nach Arnims romantischem Verständnis sei gerade der Künstler zur Bewältigung anspruchsvollster Probleme berufen.[43]
- Schulz[44] bezeichnet die Kronenwächter als „terroristischen Geheimbund“, der die Krone der Hohenstaufer verwalte und zur alten Stauferherrlichkeit zurückkehren wolle. Instrument dafür sei unter anderem die „Behütung“ der Staufernachkommen – auch durch „ungesetzliche Maßnahmen“.
- Beim Appellativum hält sich Kremer[45] wegen der „phantastischen, bizarren und grotesken Motive“ mit dem Terminus Historischer Roman zurück. Zudem ironisiere, ja diskreditiere Arnim seine Protagonisten Berthold und Anton. Nach dem Ende des Heiligen Römischen Reiches plädiere Arnim für eine Legitimation des Adels durch Leistung. Eine Fortführung der 1268 zu Ende gegangenen Stauferherrschaft stehe für Arnim nicht zur Debatte.[46]
- Arnims Quellen (Auswahl)[47]
  - De Schwäbische Chronick von Martin Crusius
  - Affentheurlich Naupengeheurliche Geschichtklitterung von Johann Fischart
  - Geschichte des teutschen Handels. Der Schiffarth, Fischerei, Erfindungen, Künste, Gewerbe, Manufakturen, der Landwirthschaft, Polizey, Leibeigenschaft, des Zoll-, Münz- und Bergwesens, des Wechselrechts, der Stadtwirthschaft, und des Luxus von Friedrich Christoph Jonathan Fischer
  - Kriegßbuch. Erster Theyl von Leonhard Fronsperger
  - Die teutschen Volksbücher von Joseph Görres
  - Thurnier Buch von Georg Rüxner
  - Geschichte des Herzogthums Würtenberg unter der Regierung der Herzogen von Christian Friderich Sattler
  - Summum Argentoratensium templum. Außführliche und Eigendtliche Beschreibung des in aller Welt berühmten Münsters zu Straßburg von Oseas Schadaeus
  - Lebensbeschreibung des berühmten Ritters Sebastian Schärtlins von Burtenbach von Christoph Sigmund von Holzschuher
  - Das Rollwagenbüchlin von Jörg Wickram
- Lützeler[48] nennt weiter führende Arbeiten: A. Best (Arnims Kronenwächter, Jahrbuch der Kleist-Gesellschaft 1931, 1932), Margarete Elchlepp (Diss. FU Berlin 1966), Peter Esser (Diss. Köln 1937), Hans Vilmar Geppert (Achim von Arnims Romanfragment Die Kronenwächter, Tübingen 1979), Heinz Härtl (Nachwort in der Romanausgabe Leipzig 1980), Wilhelm Hans (in Euphorion 10 (1903)), Adolf von Hatzfeld (Diss. Freiburg 1921), Karol Sauerland (Weimarer Beiträge 14 (1968)), Ellinor Schmidt (Diss. FU Berlin 1951), Werner Vordtriede (Neue Rundschau 73 (1962)), Karl Wagner (Goldap 1908, 1910), Aimé Wilhelm (Winterthur 1955) und Rudolf Zimmermann (Diss. Wien 1955).

### Ausgaben
- Paul Michael Lützeler (Hrsg.): Achim von Arnim: Die Kronenwächter. S. 5–615. Bd. 2 in: Roswitha Burwick (Hrsg.), Jürgen Knaack (Hrsg.), Paul Michael Lützeler (Hrsg.), Renate Moering (Hrsg.), Ulfert Ricklefs (Hrsg.), Hermann F. Weiss (Hrsg.): Achim von Arnim. Werke in sechs Bänden. 773 Seiten. Deutscher Klassiker Verlag, Frankfurt am Main 1989 (1. Aufl.). Bd. 42 der Bibliothek deutscher Klassiker, ISBN 3-618-60020-8
- Berthold’s erstes und zweites Leben. Ein Roman von Ludwig Achim von Arnim. Maurersche Buchhandlung, Berlin 1817 (Digitalisat bei Google Books)

### Zitierte Textausgabe
- Achim von Arnim: Die Kronenwächter. S. 1–341 in Alfred Schier (Hrsg.): Arnims Werke. Kritisch durchgesehene und erläuterte Ausgabe. Erster Band. 364 Seiten, Fraktur. Bibliographisches Institut Leipzig und Wien 1925. Textgrundlage: Die Kronenwächter von L. Achim von Arnim. Erster Band. Berlin 1817. In der Maurerschen Buchhandlung. 441 Seiten